# Senyal diferencial

Aquest és un esquema aproximat de la transmissió de senyal realitzada mitjançant senyalització diferencial. L'emissor emet dues còpies del senyal original amb la mateixa magnitud però de polaritat oposada. Un amplificador diferencial a l'extrem receptor emet la diferència entre els dos senyals: un senyal idèntic a l'original però amb el doble d'amplitud.

La senyalització diferencial és un mètode per transmetre informació elèctricament mitjançant dos senyals complementaris. La tècnica envia el mateix senyal elèctric que un parell diferencial de senyals, cadascun en el seu propi conductor. El parell de conductors pot ser cables en un parell trenat o cable de cinta o rastres en una placa de circuit imprès.
Elèctricament, els dos conductors porten senyals de tensió que són iguals en magnitud, però de polaritat oposada. El circuit receptor respon a la diferència entre els dos senyals, la qual cosa dona com a resultat un senyal amb una magnitud el doble.

Representació gràfica del soroll en senyals diferencials. L'emissor produeix dues còpies del senyal original amb la mateixa magnitud però de polaritat oposada. Un amplificador diferencial a l'extrem receptor produeix la diferència entre els dos senyals donant lloc a un senyal idèntic a l'original però amb el doble d'amplitud. Durant la transmissió hi ha soroll afegit al senyal, però si a la línia equilibrada d'impedància, el soroll s'indueix per igual en ambdós conductors i l'amplificador diferencial el rebutja completament.

Els senyals simètrics de senyalització diferencial es poden denominar equilibrats, però aquest terme s'aplica més adequadament a circuits equilibrats i línies equilibrades que rebutgen la interferència de mode comú quan s'introdueixen a un receptor diferencial. La senyalització diferencial no fa una línia equilibrada, ni el rebuig del soroll en circuits equilibrats requereix senyalització diferencial.
La senyalització diferencial s'ha de contrastar amb la senyalització d'un sol extrem que només condueix un conductor amb senyal, mentre que l'altre està connectat a una tensió de referència fixa.